# Yves Edwards
Yves Ed'duvill Edwards, né le 30 septembre 1976 à Nassau dans les Bahamas, est un pratiquant américain de MMA d'origine bahaméene. Au cours de sa carrière, il a combattu dans divers organisations dont le Pride FC, le Strikeforce mais surtout au sein de la division poids légers de l'Ultimate Fighting Championship.
Il prend sa retraite sportive fin novembre 2014 après plus de quatorze ans d'activité.

## Palmarès en MMA
(décembre 2014).
| 42 victoires (17 (T)KOs, 16 soumissions, 9 décisions), 21 défaites (5 (T)KOs, 4 soumissions, 12 décisions), 1 égalité. |                       |                               |                                                 |            |       |       |
| Résultat | Adversaire            | Méthode                       | Nom de l'évènement                              | Date       | Round | Temps |
| Loss | Yancy Medeiros        | KO (Poings)                   | UFC: Fight for the Troops 3                     | 6/11/2013  | 1     | 2:47  |
| Loss | Daron Cruickshank     | Décision (Partagée)           | UFC on Fox: Johnson vs. Moraga                  | 27/7/2013  | 3     | 5:00  |
| Loss | Isaac Vallie-Flagg    | Décision (Partagée)           | UFC 156: Aldo vs. Edgar                         | 2/2/2013   | 3     | 5:00  |
| Victoire | Jeremy Stephens       | KO (Punches and Elbows)       | UFC on Fox: Henderson vs. Diaz                  | 12/8/2012  | 1     | 1:55  |
| Loss | Tony Ferguson         | Decision (Unanimous)          | The Ultimate Fighter 14 Finale                  | 12/3/2011  | 3     | 5:00  |
| Victoire | Rafaello Oliveira     | TKO (Punches)                 | UFC Live: Cruz vs. Johnson                      | 10/1/2011  | 2     | 2:44  |
| Loss | Sam Stout             | KO (Punch)                    | UFC 131: Dos Santos vs. Carwin                  | 6/11/2011  | 1     | 3:52  |
| Victoire | Cody McKenzie         | Soumission (Rear Naked Choke) | UFC: Fight For The Troops 2                     | 1/22/2011  | 2     | 4:33  |
| Victoire | John Gunderson        | Decision (Unanimous)          | UFC Fight Night: Marquardt vs. Palhares         | 9/15/2010  | 3     | 5:00  |
| Victoire | Luis Palomino         | Decision (Unanimous)          | Bellator 24                                     | 8/12/2010  | 3     | 5:00  |
| Loss | Mike Campbell         | Decision (Unanimous)          | Moosin: God of Martial Arts                     | 5/21/2010  | 3     | 5:00  |
| Victoire | Derrick Noble         | TKO (Punches)                 | MFC 24                                          | 2/26/2010  | 1     |       |
| Victoire | Kyle Jensen           | TKO (Punches)                 | Raging Wolf 5                                   | 10/10/2009 | 1     |       |
| Victoire | James Warfield        | Submission (Triangle Choke)   | Shine Fights 2: American Top Team vs. The World | 9/4/2009   | 2     | 4:48  |
| Loss | Duane Ludwig          | Decision (Unanimous)          | Strikeforce: Destruction                        | 11/21/2008 | 3     | 5:00  |
| Loss | KJ Noons              | TKO (Punches & Elbows)        | EliteXC: Return of the King                     | 06/14/2008 | 1     | 0:48  |
| Victoire | James Edson Berto     | KO (Flying Knee)              | EliteXC: Street Certified                       | 02/16/2008 | 1     | 4:56  |
| Victoire | Alonzo Martinez       | Submission (Rear Naked Choke) | HDNet Fights - Reckless Abandon                 | 12/15/2007 | 2     | 3:04  |
| Victoire | Nick Gonzalez         | Submission (Rear Naked Choke) | EliteXC: Renegade                               | 11/10/2007 | 1     | 3:05  |
| Loss | Jorge Masvidal        | KO (Head Kick)                | BodogFIGHT: Alvarez vs. Lee                     | 07/14/2007 | 2     | 2:19  |
| Loss | Mike Brown            | Decision (Unanimous)          | Bodog Fight: St Petersburg                      | 12/16/2006 | 3     | 5:00  |
| Loss | Joe Stevenson         | TKO (Doctor Stoppage)         | UFC 61-Bitter Rivals                            | 7/8/2006   | 2     | 5:00  |
| Victoire | Seichi Ikemoto        | Decision (Unanimous)          | PRIDE Bushido 10                                | 4/2/2006   | 2     | 5:00  |
| Loss | Mark Hominick         | Submission (Triangle Armbar)  | UFC 58-USA vs Canada                            | 3/4/2006   | 2     | 1:52  |
| Loss | Joachim Hansen        | Decision (Split)              | PRIDE Bushido 9                                 | 9/25/2005  | 2     | 5:00  |
| Victoire | Dokonjonosuke Mishima | Submission (Armbar)           | PRIDE Bushido 7                                 | 5/22/2005  | 1     | 4:36  |
| Victoire | Hermes Franca         | Decision (Split)              | Euphoria-USA vs World                           | 2/26/2005  | 3     | 5:00  |
| Victoire | Naoyuki Kotani        | TKO                           | Euphoria-Road to the Titles                     | 10/15/2004 | 1     | 3:10  |
| Victoire | Josh Thomson          | KO (Kick)                     | UFC 49-Unfinished Business                      | 8/21/2004  | 1     | 4:32  |
| Victoire | Hermes Franca         | Decision (Split)              | UFC 47-It's On                                  | 4/2/2004   | 3     | 5:00  |
| Victoire | Deshaun Johnson       | Decision (Unanimous)          | WEC 9-Cold Blooded                              | 1/16/2004  | 3     | 5:00  |
| Victoire | Nick Agallar          | TKO (Strikes)                 | UFC 45-Revolution                               | 11/21/2003 | 2     | 2:14  |
| Défaite | Tatsuya Kawajiri      | Decision (Unanimous)          | Shooto in Yokohama Gymnasium                    | 8/10/2003  | 3     | 5:00  |
| Victoire | Eddie Ruiz            | Décision (Unanime)            | UFC 43-Meltdown                                 | 6/6/2003   | 3     | 5:00  |
| Victoire | Rich Clementi         | Soumission (Rear Naked Choke) | UFC 41-Onslaught                                | 2/28/2003  | 3     | 4:07  |
| Victoire | Kohei Yasumi          | KO (Poings)                   | HOOKnSHOOT-New Wind                             | 9/7/2002   | 1     | 1:20  |
| Victoire | Joao Marcos Pierini   | TKO (Blessure)                | UFC 37.5-As Real As It Gets                     | 6/22/2002  | 1     | 1:19  |
| Défaite | Caol Uno              | Décision (Unanime)            | UFC 37-High Impact                              | 5/10/2002  | 3     | 5:00  |
| Victoire | Kultar Gill           | Soumission (Heel Hook)        | Shogun 1                                        | 12/15/2001 | 2     | 2:49  |
| Défaite | Matt Serra            | Décision (Majorité)           | UFC 33-Victory in Vegas                         | 9/28/2001  | 3     | 5:00  |
| Victoire | Aaron Riley           | Décision                      | HOOKnSHOOT-Showdown                             | 7/14/2001  | 3     | 5:00  |
| Egalité | CJ Fernandes          | Egalité                       | HOOKnSHOOT-Masters                              | 5/26/2001  | 3     | 5:00  |
| Victoire | Jeff Lindsay          | KO                            | Renegades Extreme Fighting                      | 3/23/2001  | 1     | 1:41  |
| Victoire | Bone Sayavonga        | Soumission                    | Renegades Extreme Fighting                      | 3/23/2001  | 1     | 1:04  |
| Défaite | Jeremy Williams       | Décision                      | KOTC 7-Wet and Wild                             | 2/24/2001  | 3     | 5:00  |
| Victoire | David Harris          | Soumission (Armbar)           | PRIDE Bushido 1                                 | 1/18/2001  | 1     |       |
| Victoire | Scott Bills           | TKO                           | HOOKnSHOOT-Fusion                               | 11/18/2000 | 1     | 4:31  |
| Victoire | Danny Bennett         | Soumission (Rear Naked Choke) | KOTC 5-Cage Wars                                | 9/16/2000  | 1     | 3:03  |
| Victoire | Andy Mockler          | TKO (Punches)                 | HOOKnSHOOT-Meltdown                             | 6/10/2000  | 2     | 1:32  |
| Défaite | Rumina Sato           | Soumission (Rear Naked Choke) | SuperBrawl 17                                   | 4/15/2000  | 1     | 0:18  |
| Victoire | Stacy Coughlin        | TKO                           | Armageddon 2                                    | 11/23/1999 | 1     | 2:00  |
| Victoire | Aaron Riley           | Décision                      | HOOKnSHOOT-Texas Heat                           | 10/2/1999  | 1     | 20:00 |
| Victoire | Shannon Ritch         | Soumission (Rear Naked Choke) | Armageddon 1                                    | 8/23/1999  | N/A   |       |
| Défaite | Nathan Marquardt      | Soumission (Heel Hook)        | Bas Rutten Invitational 4                       | 8/14/1999  | 1     | 3:04  |
| Victoire | Anthony Holiday       | TKO (Arrêt du docteur)        | Extreme Shootout                                | 6/25/1999  | 1     | 1:08  |
| Victoire | Thomas Denny          | Soumission                    | West Coast NHB Championships 2                  | 2/28/1999  | 1     |       |
| Victoire | Louie Cercedez        | TKO                           | West Coast NHB Championships 1                  | 12/8/1998  | 1     | 3:38  |
| Défaite | Fabiano Iha           | Soumission (Armbar)           | Extreme Challenge 22                            | 11/21/1998 | 1     | 3:56  |
| Victoire | Raphael Perlungher    | Soumission (Rear Naked Choke) | Power Ring Warriors                             | 11/7/1998  | 1     | 3:25  |
| Victoire | Tim Horton            | TKO                           | World Shoot Wrestling                           | 6/12/1998  | 1     | 9:15  |
| Défaite | Joe Hurley            | Décision                      | World Pankration Championships 2                | 1/16/1998  | 1     | 10:00 |
| Victoire | Todd Justice          | Soumission (Rear Naked Choke) | World Pankration Championships 1                | 10/26/1997 | 1     |       |